# Saguenay (fiume)
Il Saguenay è un fiume del Canada lungo 155 km.

## Corso del fiume
Il Saguenay nasce in Québec dal Lago Saint-Jean e si getta nel San Lorenzo all'altezza di Tadoussac. Gli ultimi 100 km del corso del fiume sono il fiordo più meridionale dell'emisfero boreale.

## Storia
Il fiume Saguenay è stato un'importante via commerciale verso l'interno per i popoli delle Prime nazioni, cioè gli indigeni dell'odierno Canada.
Durante la colonizzazione francese delle Americhe, il fiume è diventato un percorso importante per il commercio delle pellicce. I francesi hanno stabilito a Tadoussac, che si trova sull'immissione del Saguenay nel fiume San Lorenzo la prima stazione commerciale della Francia in Canada, nel 1600.
Il fiume prende il nome dal leggendario regno di Saguenay.
A partire dal XIX secolo, il fiume è stato sfruttato per le industrie forestali per la pasta di legno e per le industrie della carta.
Oggi il fiume è una meta turistica di interesse internazionale.

## Natura
Nelle acque freddissime della sua foce si possono osservare molte balene tra cui le rare balene Beluga che amano queste acque per la loro ricchezza di krill; questo ha fatto di Tadoussac un popolare sito tra i praticanti dell'osservazione dei cetacei. 
La confluenza del Saguenay nel San Lorenzo è un sito protetto e parco nazionale del Canada, sotto il nome di Parco Marino del Saguenay-San Lorenzo.